# Crête (anatomie)
Pour les articles homonymes, voir crete.
 (mars 2024).
Si vous disposez d'ouvrages ou d'articles de référence ou si vous connaissez des sites web de qualité traitant du thème abordé ici, merci de compléter l'article en donnant les références utiles à sa vérifiabilité et en les liant à la section « Notes et références ».

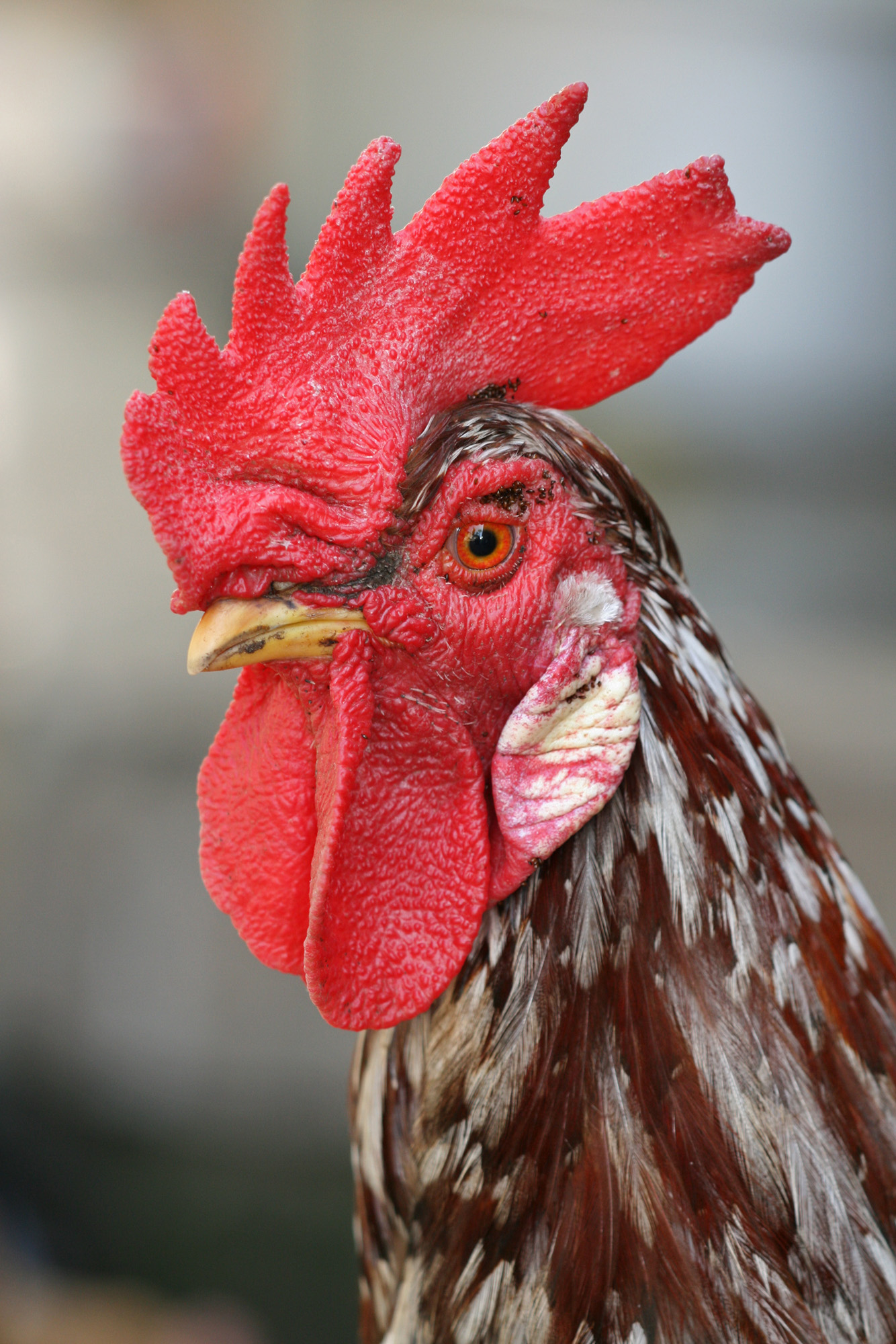
La crête d'un coq domestique est située sur le sommet de la tête, laquelle porte aussi des caroncules autour des yeux et des barbillons sous le bec.

Une crête est une excroissance osseuse ou dermique sur la tête de certains tétrapodes dont les dinosaures (et leurs descendants les oiseaux) et les squamates.

## Description

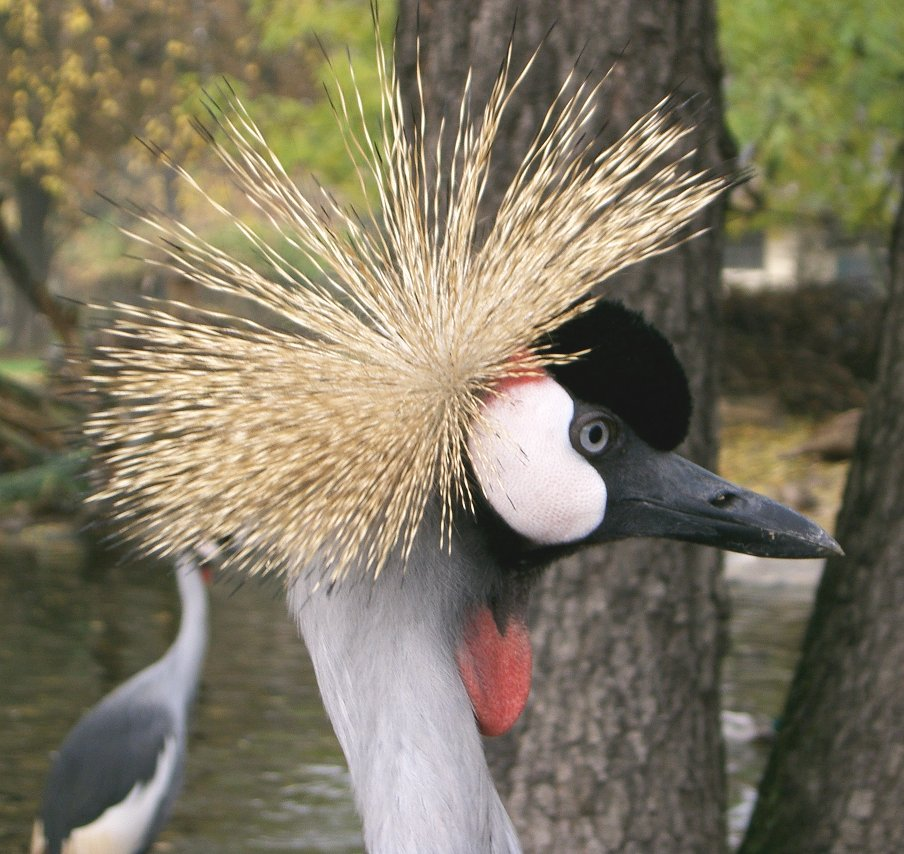
Grue couronnée au zoo de Dresde, la touffe de plume ou huppe qui orne le sommet de la tête de certains oiseaux est aussi appelée improprement « crête ».

Chez les oiseaux, il s'agit d'un appendice charnu généralement de couleurs vives porté, par exemple, par les gallinacés. La crête de ces derniers est en général dentelée, les dents étant appelées « crêtillons », et si la crête se termine en pointe vers l'arrière, on parle alors d'éperon.
On nomme aussi « crête » des structures de forme approchante chez d'autres oiseaux, mais on parle le plus souvent de huppe quand il s'agit de plumes (ex : crête de la grue royale, des Cacatuinae).

## Fonctions de la crête chez les oiseaux
Cette fonction est mal interprétée : 
- Souvent présente chez des oiseaux d'origine tropicale (Coq doré Gallus gallus), elle pourrait jouer un rôle dans la thermorégulation de l'animal.
- Elle semble d'abord être un caractère sexuel secondaire, apparaissant avec la maturité sexuelle et pour toute la vie, distinguant le mâle de la femelle et pourrait jouer un rôle dans la reproduction. La rougeur et la turgescence de la crête de nombreux gallinacés existent ainsi à la fois chez le coq et la poule, et sont dues à des hormones sexuelles dont les effets disparaissent chez les animaux castrés. La crête dressée chez le coq est « retombante » chez la femelle, en raison d'un muscle fibro-élastique absent chez elle.
- La crête a peut-être des fonctions immunitaires (elle gonfle rapidement lors d'une infection de type aviaire).
- En cas de stress, la crête rouge des coqs à tendance à prendre une coloration noirâtre qui disparait avec le stress.